# Emma Hale Smith

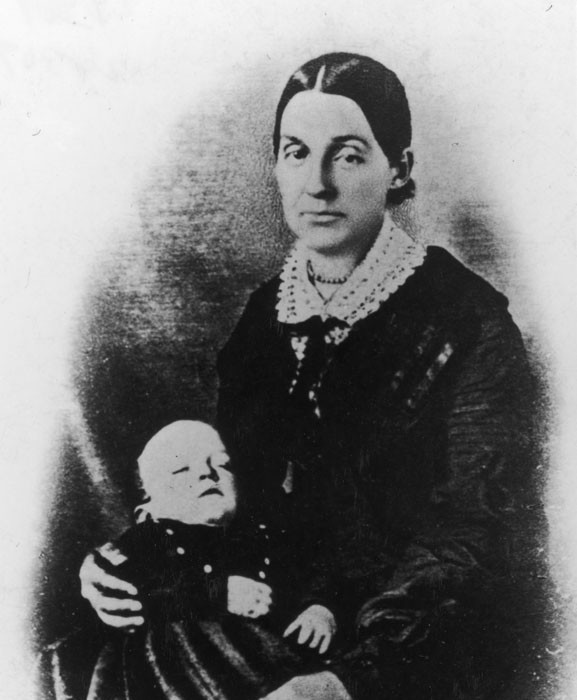
Emma Hale Smith ca. 1844

Emma Hale Smith Bidamon (* 10. Juli 1804 in Harmony Township, Susquehanna County, Pennsylvania; † 30. April 1879 in Nauvoo, Illinois) war die erste Frau von Joseph Smith und eine Führungspersönlichkeit im frühen Mormonentum. Im Jahre 1842 wurde sie zur ersten Präsidentin der Frauenhilfsvereinigung ernannt.

## Leben

### Frühes Leben und erste Ehe, 1804–1829
Emma Hale kam als siebtes von neun Kindern von Isaac Hale und Elisabeth Lewis Hale in Harmony Township in Pennsylvania zur Welt. Die Familie war relativ wohlhabend und besaß eine knapp 40 Hektar große Farm. 1825 traf sie erstmals ihren späteren Ehemann Joseph Smith. Smith wohnte in der Nähe von Palmyra (New York), lebte aber zeitweise bei den Hales in Harmony, wo er in einer Silbermine arbeitete. Obwohl das Silbervorkommen der Mine erschöpft war, kam Smith wegen Emma mehrmals nach Harmony zurück. Emmas Vater verweigerte seiner Tochter die Zustimmung zur Ehe mit Smith, da er dessen Beruf als unehrenhaft ansah. Daraufhin gingen Emma und Joseph am 17. Januar 1827 nach New York und heirateten heimlich am darauf folgenden Tag. Nach der Hochzeit wohnte das Paar in New York bei Smiths Eltern. Am 22. September 1827 soll Emma Joseph auf den Hügel Cumorah begleitet haben, wo dieser angeblich die Goldplatten fand, die er später als Quelle für das Buch Mormon bezeichnete. Im Dezember 1827 zogen sie erneut nach Harmony. Das Verhältnis zu Emmas Eltern schien sich teilweise verbessert zu haben, denn diese halfen nun dem Ehepaar, ein kleines Haus mit einer Farm zu beziehen. Sobald sie dort eingezogen waren, begann Joseph die Arbeit am Buch Mormon, mit Emma als Schreiberin. Emma gilt unter Mormonen als eine sogenannte physische Zeugin der Goldplatten, obwohl sie im Buch Mormon nicht als Zeugin gelistet wird. In Harmony gebar sie am 15. Juni 1828 ein Kind namens Alvin, das jedoch nur wenige Stunden lebte. Im Mai 1829 zogen sie nach Fayette im Bundesstaat New York und lebten bei David Whitmer.

### „Erwählte Dame“ und die frühe Kirche, 1830–1839
Am 6. April 1830 gründeten Joseph und fünf andere Männer die Kirche Christi und Emma wurde von Oliver Cowdery am 28. Juni 1830 in Colesville getauft. Im Juli 1830 hatte Joseph angeblich eine Offenbarung, in der Emma als erwählte Frau bezeichnet wird. Sie sei dazu berufen, ihrem Mann zu helfen und ihn zu trösten, ihm als Schreiberin zu dienen, Schriften zu erläutern und Kirchenlieder auszuwählen.
Emma begann in Kirkland karitativ tätig zu sein und wurde Herausgeberin des Buches Collection of Sacred Hymns.
Am 6. November 1832 gebar Emma ein weiteres Kind mit dem Namen Joseph Smith III in Kirtland. Dies war der erste Sohn des Ehepaares, der das Erwachsenenalter erreichen sollte. Ein zweiter Sohn namens Frederick Granger Williams Smith folgte am 29. Juni 1836.
Der Bankrott der Kirtland Safety Society zwang die Familie, Kirtland zu verlassen. Sie versuchten in Far West, Missouri, neu anzufangen, doch dort wurde Joseph festgenommen und eingesperrt.

### Frühe Jahre in Nauvoo, 1839–1844
Emma und ihre Familie lebten bei Nicht-Mormonen in Quincy, bis Joseph aus dem Gefängnis in Missouri entkam. Die Familie zog daraufhin in eine neue mormonische Siedlung, die „Nauvoo“ genannt wurde. Am 17. März 1842 wurde die Frauenhilfsvereinigung als Teilorganisation der Kirche gegründet, zu deren erste Präsidentin Emma gewählt wurde. Kurz davor war sie auch noch Mitglied im Erwählten Quorum geworden, einem Gebetszirkel von wichtigen Frauen und Männern in der Kirche.
Gerüchte über Mehrfachehen und andere Praktiken kamen im Jahre 1842 an die Öffentlichkeit. Emma war involviert in Kampagnen, die öffentlich Polygamie verurteilten und ihren Ehemann von jeder Schuld freisprachen. Emma autorisierte und war die Hauptunterzeichnerin einer Petition im Sommer 1842, mit tausend Unterschriften von Frauen, die abstritt, dass Joseph mit Polygamie verbunden war. Als Präsidentin der Frauenhilfsvereinigung autorisierte sie im Oktober 1842 die Veröffentlichung eines Zertifikates, das Polygamie verurteilte und abstritt, dass Joseph diese erfand oder daran teilnahm. Im März 1844 veröffentlichte Emma:

„Wir erheben unsere Stimmen und Hände gegen das ‚Spirituelle Frauensystem‘ von John C. Bennett, als einen lasterhaften Plan um Frauen zu verführen. Die Leute die immer die selbe Leier anbringen, wollen es populär machen für ihre Habgier. Während das Ehebett unbefleckt ehrenhaft ist, lasst uns Polygamie, Bigamie ,Unzucht, Ehebruch und Prostitution aus den Herzen der ehrlichen Männer verpönen und in die Kluft der gefallenen Natur werfen.“

Im Juni 1844 wurde der Nauvoo Expositor von unzufriedenen Kirchenmitgliedern veröffentlicht. Die Druckerpresse wurde auf Befehl des Stadtkonzils zerstört, in dem auch Joseph Smith Mitglied war. Diese Ereignisse führten zur Festnahme von Smith und seiner Gefangenschaft in Carthage. Während er im Gefängnis war, stürmte ein Mob von 200 Männern das Gebäude und tötete Joseph und seinen Bruder Hyrum am Nachmittag des 27. Juni 1844.

### Spätere Jahre in Nauvoo, 1844–1879

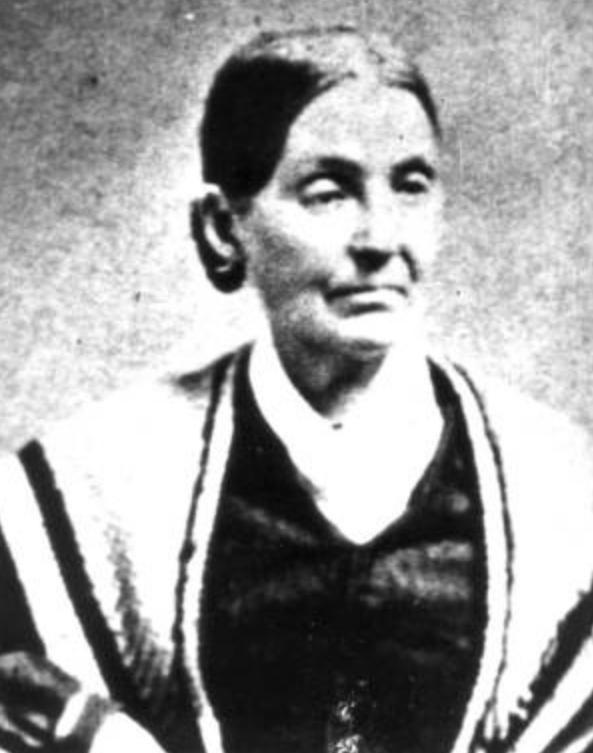
Emma später in ihrem Leben ca. 1870

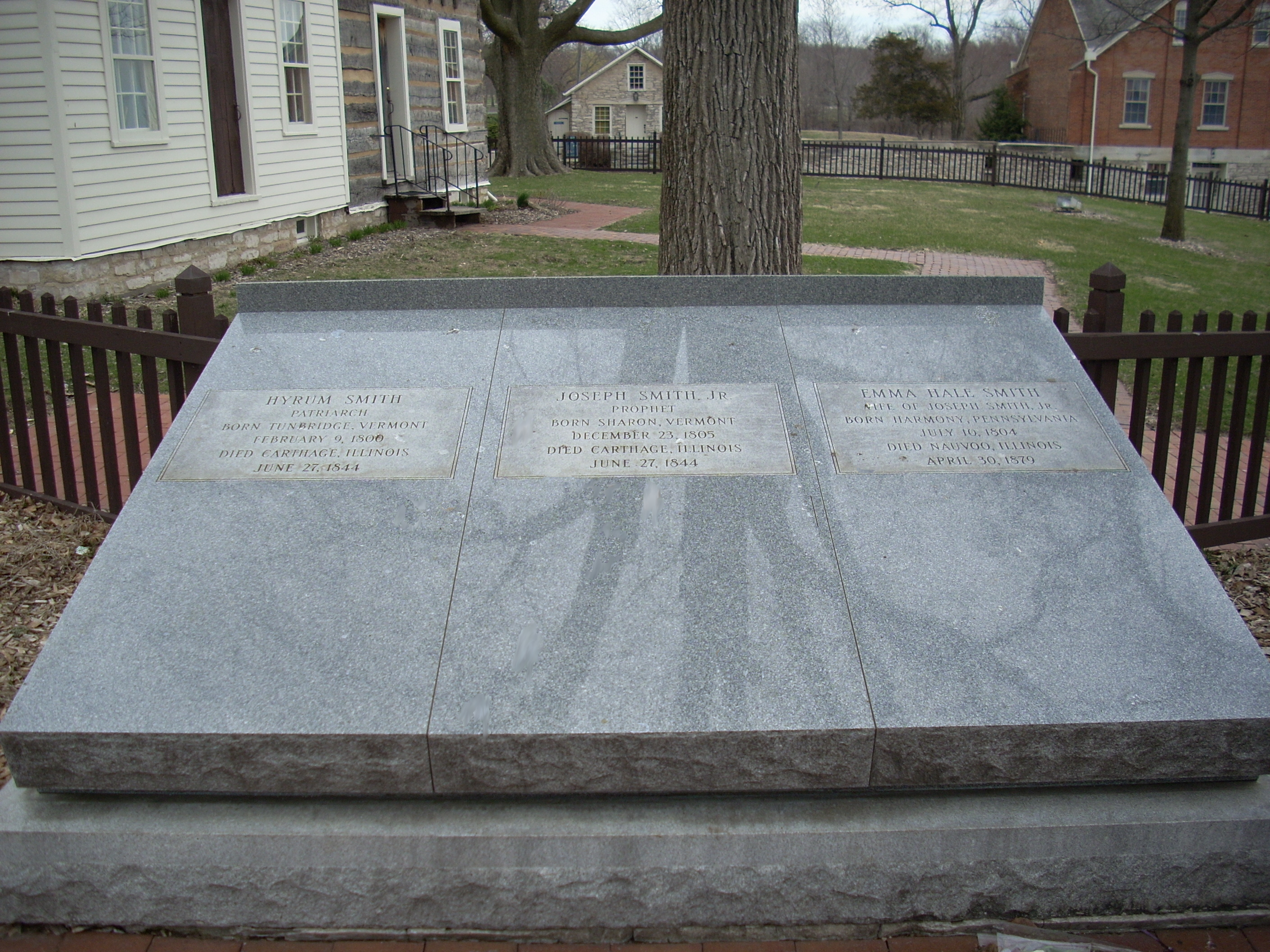
Grab von Joseph, Emma, und Hyrum Smith

Fast zwei Jahre später schlug der nicht-mormonische Bürgermeister von Nauvoo, Lewis C. Bidamon, Emma die Ehe vor und wurde am 23. Dezember 1847 ihr zweiter Ehemann. Bidamon zog in das Haus der Smiths und wurde der Stiefvater für Emmas Kinder. Das Paar versuchten einen Laden zu betreiben und ihr großes Haus als ein Hotel zu führen, aber Nauvoo hatte zu wenig Einwohner und Besucher, um diese Unternehmen profitabel zu machen. Emma und ihre Familie blieben reich an Grundeigentum, aber arm an Geld.
Der Tod von Joseph brachte beide, die Kirche und die Familie, in Unordnung. Die Besitzverhältnisse zwischen der Familie und der Kirche mussten geklärt werden. Die Kirche hatte keinen klaren Nachfolger und eine Nachfolgekrise entstand. Nach einem Treffen am 8. August wählte eine Gemeinde der Kirche das Kollegium der zwölf Apostel als Führungsorgan der Kirche. Damit wurde Brigham Young de facto Präsident der Kirche in Nauvoo. Die Beziehung zwischen Young und Emma wurde immer schlechter. Die Freunde von Emma, wie auch die Smith-Familie waren abgestoßen von den Anhängern Youngs. Als Young die Entscheidung traf, die Kirche in das Salt Lake Valley umzusiedeln, verließ die Mehrzahl der Mormonen die Stadt und Emma blieb mit ihren Kindern in der nunmehr leeren Stadt zurück.
Ihr ältester Sohn Joseph Smith III wurde in Rahmen der Amboy Conferenz am 6. April 1860 zum Präsident der Reorganisierten Kirche Jesu Christi der Heiligen der Letzten Tage ernannt. Diese Kirche heißt heute Gemeinschaft Christi.

## Polygamie
Obwohl Joseph zu Lebzeiten vermutlich über 30 Ehefrauen hatte, verkündete Emma zu ihrer Lebenszeit, dass sie nichts von angeblichen polygamen Praktiken ihres Ehemanns wusste und sagte, dass sie von solchen Gerüchten erst später erfahren habe. Sie verkündete sogar auf ihrem Totenbett, dass es nie polygame Praktiken von Joseph gab:

„Niemals wurden solche Sachen wie Polygamie oder spirituelle Mehrehe gelehrt, öffentlich oder privat, vor dem Tod meinen Mannes. Ich weiß nichts davon … Er hatte keine andere Frau außer mir.“

Ihre Opposition zur Polygamie wurde von der Gemeinschaft Christi übernommen und ein Markenzeichen der Kirche. Viele Historiker der Gemeinschaft Christi versuchten zu beweisen, dass die Praxis erst mit Brigham Young begonnen hatte. Young wies jedoch darauf hin, dass er die Praxis von Joseph übernommen habe und dass seine Kirche, die Kirche Jesu Christi der Heiligen der Letzten Tage, die rechtmäßige Nachfolgerin wäre, weil sie die Polygamie praktizierten. Die HLT-Kirche veröffentlichte sogar schon im Jahre 1887 eine Liste der Frauen von Joseph Smith, die beweisen sollte, dass die Gemeinschaft Christi und Emma falsche Aussagen über Joseph machten.

## Weitere Literatur
- Emma Hale Smith in der Enzyklopädie des Mormonismus